# Justin Lin
Lâm Nghệ Bân hay có tên tiếng Anh là Justin Lin (phồn thể: 林詣彬; giản thể: 林诣彬; bính âm: Lín Yìbīn) là một đạo diễn phim người Mỹ gốc Đài Loan. Anh được biết đến nhiều nhất qua các bộ phim Better Luck Tomorrow, The Fast and the Furious 3–6 và loạt chương trình truyền hình Community.